# Ellen Johansson
Ellen Johansson es una deportista sueca que compitió en tiro con arco, en la modalidad de arco recurvo. Ganó dos medallas de bronce en el Campeonato Mundial de Tiro con Arco al Aire Libre, en los años 1952 y 1953.

## Palmarés internacional
| Campeonato Mundial al Aire Libre | Campeonato Mundial al Aire Libre | Campeonato Mundial al Aire Libre | Campeonato Mundial al Aire Libre |
| Año                              | Lugar                            | Medalla                          | Prueba                           |
| -------------------------------- | -------------------------------- | -------------------------------- | -------------------------------- |
| 1952                             | Bruselas (Bélgica)               | Medalla de bronce                | Equipo                           |
| 1953                             | Oslo (Noruega)                   | Medalla de bronce                | Equipo                           |